# Benești, Vâlcea
Benești este un sat ce aparține orașului Bălcești din județul Vâlcea, Oltenia, România.

## Personalități
- Petrache Poenaru (1799 - 1875), pandur și om de taină al lui Tudor Vladimirescu, creator al steagului României moderne, inginer, matematician, inventator, pedagog, membru titular al Academiei Române din 1870, fondatorul colegiilor naționale din București și Craiova, organizatorul învățământului național românesc, inventatorul tocului rezervor.

## Monumente istorice
- Conacul boierilor Otetelișeni de la Benești, [1]monument istoric  (cod LMI: VL-II-a-B-09661) construit în anul 1713[2].
- Biserica „Sfinții Voievozi”